# 加尼爾鎮區 (伊利諾伊州坎卡基縣)
加尼爾鎮區（英語：Ganeer Township）是位於美國伊利諾伊州坎卡基縣的一個行政鎮區。

## 地方資料
根據2010年美國人口普查的數據，加尼爾鎮區的面積為104.20平方千米，當中陸地面積為103.40平方千米，而水域面積為0.80平方千米。當地共有人口3099人，而人口密度為每平方千米29.74人。